# Retornados

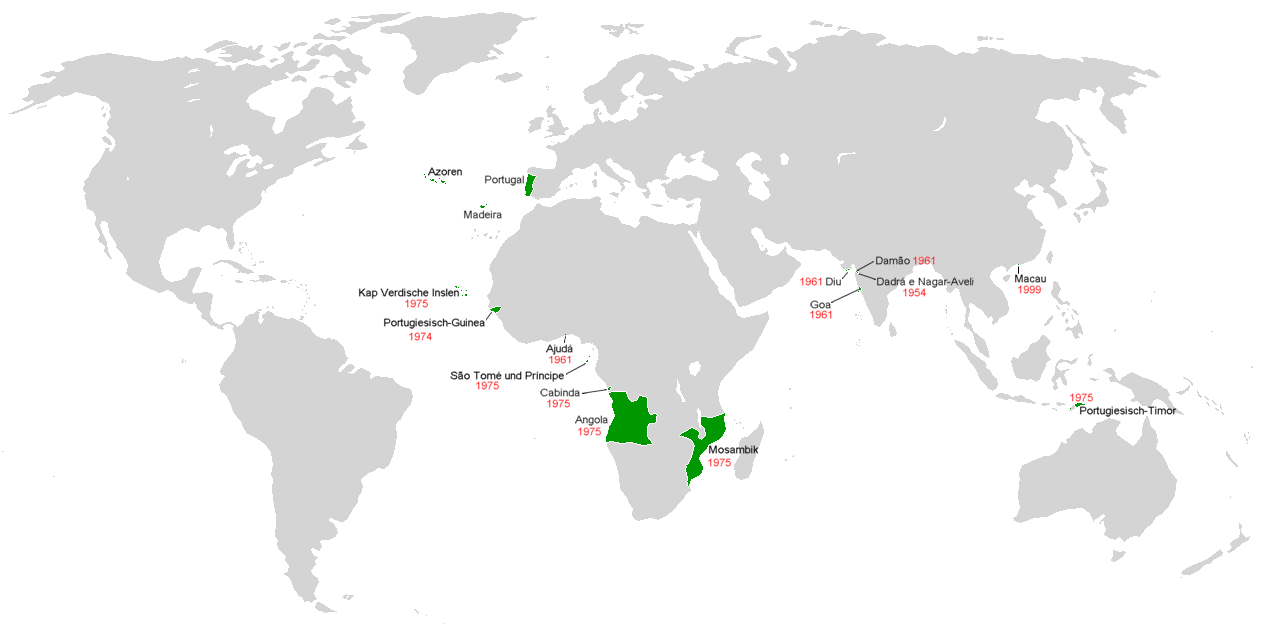
Portugals Überseeprovinzen im 20. Jahrhundert mit dem Jahr des Verlustes

Als Retornados (Portugiesisch für Rückkehrer) wurden verschiedene Gruppen genannt.

## Portugal
Retornados werden in Portugal die portugiesischen Siedler genannt, die nach der Unabhängigkeit der portugiesischen Überseeprovinzen um 1975 wieder nach Portugal zurückkehrten bzw. dorthin umsiedelten. Der Begriff der Retornados ist nur teilweise zutreffend, da er Menschen verschiedener Hautfarben einschließt, die zu einem guten Teil nicht aus Portugal, sondern aus den Territorien stammten oder dort schon sehr lange, teils seit mehreren Generationen lebten. Der Begriff bürgerte sich aber der Einfachheit halber ein, um die Menschen zu erfassen, die nach der Unabhängigkeit der Kolonien in das Mutterland übersiedelten, zu einem wesentlichen Teil also in ihr Geburtsland oder das ihrer Vorfahren zurückkehrten.
Nach der Nelkenrevolution 1974 und dem folgenden Ende der portugiesischen Kolonialkriege entließ die neue demokratische Regierung alle Portugiesischen Kolonien in die Unabhängigkeit. In der Folge kamen mindestens eine halbe Million Menschen vor allem aus Angola und Mosambik, aber auch aus den drei anderen afrikanischen Territorien (heute PALOP) und Osttimor nach Portugal, wo sie 1975 gut sechs Prozent der Landesbevölkerung ausmachten.
Vor allem der eskalierende Bürgerkrieg in Angola veranlasste die neue Regierung in Portugal, im Zeitraum zwischen Juni und November 1975 über eine Luftbrücke zwischen Luanda und Lissabon insgesamt etwa 174.000 Menschen nach Portugal auszufliegen. Allein im September 1975 landeten täglich etwa 4000 Retornados in Lissabon, auch nach Porto gingen Flüge. Nach Ausweitung des Bürgerkriegs im Süden Angolas kamen ab Ende 1975 weitere Hunderttausende Menschen nach Portugal. Der Dokumentarfilm De Armas e Bagagens berichtete 2013 von dieser Episode.
Viele der Retornados hatten keine familiären Wurzeln mehr in Portugal und wurden von staatlichen und privaten Einrichtungen und Hilfsorganisationen, darunter das Portugiesische Rotes Kreuz versorgt, und teils in leerstehenden oder zu diesem Anlass leergeräumten Hotels, teils in behelfsmäßig errichteten Wohneinrichtungen untergebracht. Zunächst stellten sie eine zusätzliche Bürde für die neue Regierung und die Stammbevölkerung im Land dar, das sich in einer schwierigen politischen, gesellschaftlichen und wirtschaftlichen Gesamtsituation befand. Wenige Jahre später trugen sie jedoch dank ihrer Rückinvestitionen und als neue Arbeitskräfte und Konsumenten in der langsam anziehenden wirtschaftlichen Entwicklung Portugals zum Entwicklungsschub bei. Auch der Beitrag der Retornados zur kulturellen und politischen Vielfalt in Portugal ist zu nennen.

## Westafrika
Retornados ist eine Bezeichnung für die Tabom in Ghana und die Amarôs oder Agudás in Benin, Togo und Nigeria, freigelassene afrobrasilianische Sklaven, die zwischen 1835 und 1836 wieder in Afrika angesiedelt wurden. Das Wort wurde hier zumeist im abwertenden Sinne verwendet.